# Uly Schlesinger
Uly Schlesinger, né le 2 septembre 1996 à Providence (Rhode Island), est un acteur américain. Il est principalement connu pour son rôle de Nathan dans la série télévisée HBO Generation.

## Filmographie

### Cinéma
- 2019 : The Shed : Ozzy
- 2020 : Two Eyes : Gabryal
- 2022 : Jerry and Marge Go Large[2] : Tyler
- À venir : Three Birthdays

### Télévision
- 2018 : The Sinner : Chester
- 2019 : Chicago Med : Ben Duncan
- 2019 : Divorce : Jason Campbell (2 épisodes)
- 2019 : Two Sentence Horror Stories (en) : Noah Ingram
- 2021 : Search Party : Hunter
- 2021 : Generation : Nathan (16 épisodes)
- 2022 : Evil : Reynold